# San Josecito
San Josecito är en ort i Costa Rica.   Den ligger i provinsen Heredia, i den centrala delen av landet, 9 km norr om huvudstaden San José. San Josecito ligger 1 272 meter över havet och antalet invånare är 12 195.
Terrängen runt San Josecito är kuperad åt nordväst, men åt sydost är den platt. Runt San Josecito är det mycket tätbefolkat, med 6 711 invånare per kvadratkilometer. Närmaste större samhälle är San José, 9,4 km söder om San Josecito. Runt San Josecito är det i huvudsak tätbebyggt.